# Funisciurus congicus
Funisciurus congicus là một loài động vật có vú trong họ Sóc, bộ Gặm nhấm. Loài này được Kuhl mô tả năm 1820.